# Otto Wilhelm (Burgund)
Otto Wilhelm (französisch: Otte-Guillaume) (* wohl 958; † 21. September 1026) war der älteste Sohn des Markgrafen Adalbert II. von Ivrea († 30. April 971), der 960–961 als Mitregent seines Vaters Berengar II. König von Italien war, und der Gerberga von Mâcon († 11. Dezember 986/991), der Tochter des Grafen Otto (Othon) und Erbin von Mâcon.

Herzogtum und Grafschaft Burgund im 9. Jahrhundert

Nachdem seine Mutter in zweiter Ehe um 972 Heinrich den Großen, den Grafen von Nevers und seit 956 Herzog von Burgund, geheiratet hatte, wurde Otto Wilhelm von seinem Stiefvater adoptiert. Um 982 erhielt er die Grafschaften Mâcon und Nevers, 995 die Grafschaft Burgund (Franche-Comté), und war nach Heinrichs Tod (15. Oktober 1002) Prätendent auf den Titel eines Herzogs von Burgund. Heinrich hatte bei seinem Tod neben seinem Adoptivsohn nur eine vierjährige Tochter.
Robert II., König von Frankreich, Neffe Heinrichs, zog das Herzogtum jedoch wieder ein, obwohl es zuvor nicht zur Krondomäne gehört hatte, und unterstellte es sich selbst. Otto Wilhelm blieb neben Mâcon und Nevers vor allem die Freigrafschaft Burgund, die zum römisch-deutschen Reich gehörte.
Otto Wilhelm heiratete zwei Mal: zum einen um 982 Ermentrude von Roucy († 5. März 1002/1005), die Witwe des Grafen Aubry II. von Mâcon (Haus Mâcon) und Tochter des Grafen Rainald von Roucy aus dem Haus Roucy und der Alverade von Hennegau; zum anderen vor 1016 Adélaide, deren Herkunft bisher nicht sicher bestimmt werden konnte. Manche Historiker, so zum Beispiel Constance Brittain Bouchard, glauben, dass Adelheid von Anjou (auch Blanche genannt), Tochter des Grafen Fulko II., Otto Wilhelms zweite Frau war.

## Nachkommen
Kinder hatte er nur aus seiner ersten Ehe:
- Guido I., * wohl 975 † wohl 1004, 997 Graf von Mâcon; ⚭ um 991 Aelis von Mâcon, Tochter des Grafen Liétald II.
- Mathilde, * wohl 975, † 1005, ⚭ um 995 Landry von Monceau Graf von Nevers, † 1028
- Gerberga, * wohl 985, † 1020/1023; ⚭ um 1002 Wilhelm II. von Provence, † 1018, vor 30. Mai.
- Rainald I. (Renaud I.), * wohl 990, † 3./4. September 1057, 1026 Graf von Burgund; ⚭ vor 1. September 1016 Adeleide (Judith) von Normandie, † 7. Juli nach 1037, Tochter des Grafen Richard II.
- Agnes, * wohl 995, † 10. November 1068 geistlich; ⚭ I 1019 Wilhelm III. Graf von Poitou, als Wilhelm V. Herzog von Aquitanien, † 31. Januar 1030; ⚭ II 1. Januar 1032, geschieden 1049/1052, Gottfried II. (Geoffroy II.) Martel, Graf von Anjou, † 14. November 1060
- ? Benno, Archidiakon in Langres